# Het Rond
Het Rond is een plein en winkelgebied in het centrum van Houten in de Nederlandse provincie Utrecht, aan de oostkant van de spoorlijn Utrecht-'s-Hertogenbosch, bij station Houten. Het is gebouwd in 1984 nadat Houten was aangewezen als groeikern voor de stad Utrecht. Het plein is het centrale punt van de fietsinfrastructuur van Houten. Alle hoofdfietsroutes komen samen op dit plein, dat wordt omgeven door hogere bebouwing. Direct aan het plein zijn winkels te vinden, waaronder horeca. Op het plein wordt de wekelijkse markt gehouden en is een horecapand te vinden. Het Rond wordt doorsneden door een betonnen gracht en is autovrij.

## Winkels
Het oudste winkelgebied van Het Rond is bij Het Wed, ten noorden van het centrale plein. Hier is een aantal winkelstraten te vinden, waarbij sinds de eeuwwisseling de HEMA een publiekstrekker is. Ook is hier de noordelijke parkeergarage Spoorhaag gebouwd. Aan de westkant van het plein is het Vershof. In eerste instantie was hier de bibliotheek van Houten gevestigd, maar sinds het eind van de jaren 90 is deze ingewisseld voor een overdekt winkelgedeelte met dagelijkse producten, zoals vlees, kaas, vis en bloemen. Aan de zuidwestkant van het plein is een overdekt winkelgebied. Deze heet De Passage en is rond 2006 opgeleverd. In dit deel is een Albert Heijn (supermarkt) publiekstrekker. Onder de Passage is de zuidelijke parkeergarage ‘De Kruitmolen’. In dit deel is een bioscoop aanwezig. Voorheen tot ongeveer 1992 was op deze locatie een snookercentrum en zwembad. 

## Concurrentie
Het imago van Het Rond is niet heel positief. Het gebied wordt ervaren als sfeerloos en te modern. In zowel 2006 als 2018 vinden er flinke renovaties plaats aan Het Rond. Daarbij wordt vooral gezocht naar meer sfeer en beleving op het betonnen plein. Met de tweede bouwtaak van Houten verscheen er een tweede winkelcentrum in Houten-Zuid. Het centrum van Houten kwam daardoor niet meer in het geografische midden van het dorp te liggen. Andere concurrenten zijn  City Plaza in Nieuwegein en Hoog Catharijne in Utrecht. Deze laatste is met de trein in 15 minuten te bereiken. Verder wordt er in Houten bovengemiddeld veel online gewinkeld. Inwoners beschouwen Het Rond voornamelijk geschikt als winkelcentrum voor de dagelijkse boodschappen. Voor shoppen en beleving wordt al snel uitgeweken naar Utrecht. Voor het uitgaansleven wordt liever uitgeweken naar het oude historische centrum, het Plein of "Oude Dorp" of de binnenstad van Utrecht. 

## Evenementen
Tot halverwege de jaren 0 werd Koninginnedag gevierd op Het Rond. Er was een kindervrijmarkt en er waren optredens. Daarna is uitgeweken naar het decentraal gelegen manifestatieterrein. Sinds enkele jaren wordt geprobeerd een deel van de festiviteiten opnieuw onder te brengen op Het Rond. Op het Rond wordt een keer per jaar een activiteitenmarkt gehouden waar verenigingen en organisaties zich presenteren. Daarnaast zijn er braderieën en organiseert de winkeliersvereniging activiteiten. De kermis van Houten wordt gehouden op Het Rond en in de winter is er een ijsbaan, in de zomer een strand met activiteiten.

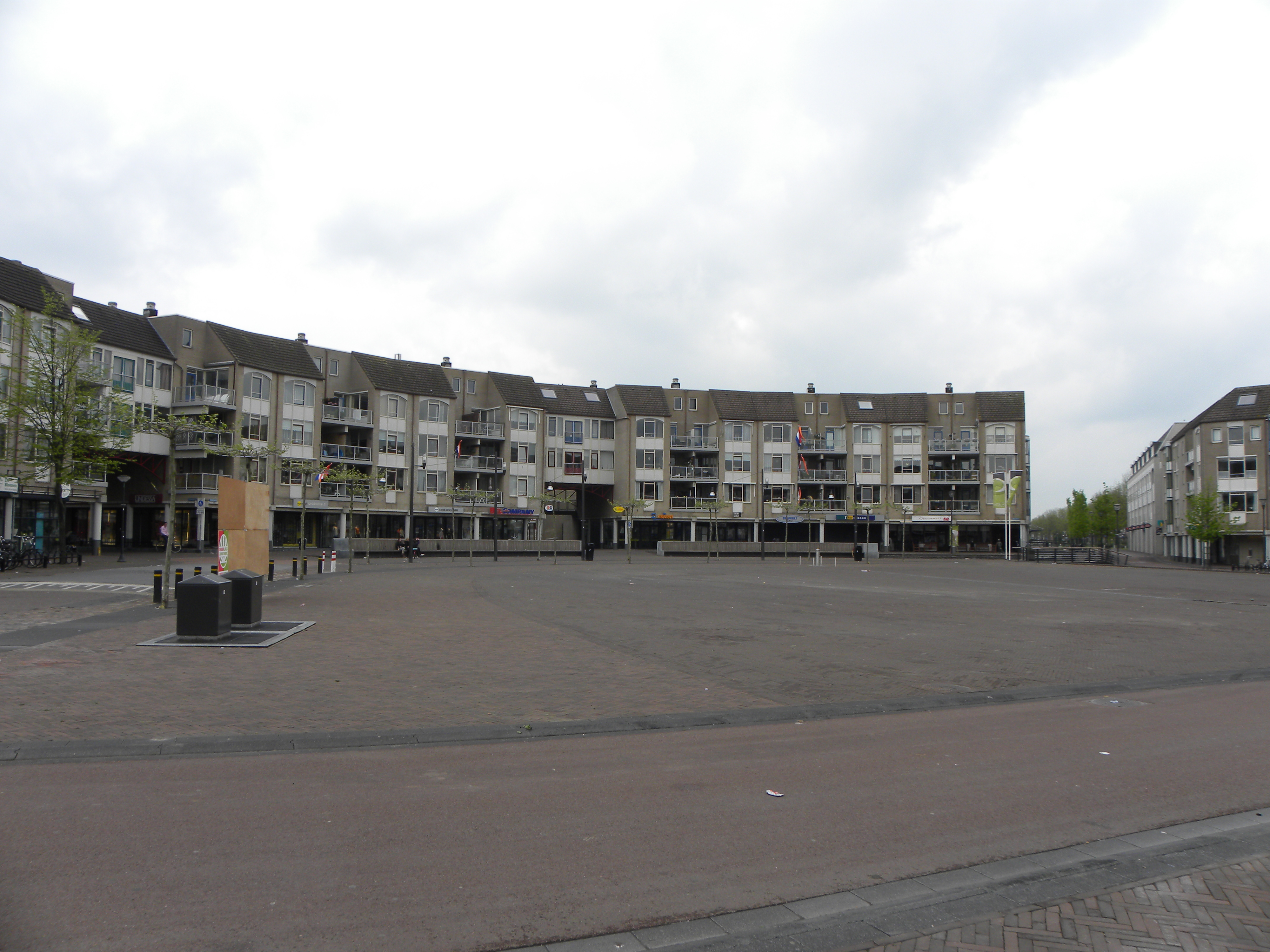
Het Rond in 2010 op Koninginnedag